# The Blue Nile
The Blue Nile is een Schotse band in het alternatieve pop- en new wave-genre. De band is afkomstig uit Glasgow. In eerste instantie was de stijl van The Blue Nile erg gestoeld op synthesizers en andere elektronische instrumenten. Later werden echter ook akoestische gitaren toegevoegd aan het spectrum van de band.

## Geschiedenis
De band werd eind jaren zeventig opgericht toen Paul Buchanan en Paul Joseph Moore na hun afstuderen Robert Bell ontmoetten. Ze vormden hun eigen platenlabel (Peppermint Records) en brachten hun eerste single uit, I Love This Life. Dit werd geen hit, maar de band zette door. Gedurende de daaropvolgende jaren bleven ze songs schrijven, onder andere enkele nummers die later te horen zouden zijn op hun debuutalbum. Toen de plaatselijke elektronica-zaak hun muziek hoorde, besloot deze winkel de opname van een demo te financieren teneinde de apparatuur die in de winkel werd verkocht te promoten. Linn, de elektronicazaak in kwestie, was zo enthousiast over het resultaat dat er speciaal voor het debuutalbum van The Blue Nile een label werd opgericht. Het debuutalbum, A Walk Across the Rooftops, kwam uit in 1984. Het album kreeg lovende kritieken maar verkocht slechts matig. Een van de singles van dit album, het nummer Tinseltown In The Rain, werd een culthit en staat heden ten dage nog steeds jaarlijks hoog genoteerd in de hitlijsten-aller-tijden.
In 1989 kwam het tweede album van de band uit, Hats. Ook dit album werd geprezen maar de verkoop verliep minder goed dan de kritieken voorspelden. In Groot-Brittannië haalde het album de twaalfde positie in de hitlijsten, maar in de Verenigde Staten bleef het steken rond de tweehonderdste plaats.
In 1993 werkte de band mee aan het succesvolle album Diva van zangeres Annie Lennox. Een jaar later bracht de band eindelijk het langverwachte vervolg op Hats uit: Peace at Last. Een groot verschil met de vorige albums, want de elektronica was vervangen door de akoestische gitaar van Paul Buchanan. In het nummer Happiness maakte zelfs een gospelkoor hun opwachting. Ondanks het feit dat het album op een groot label werd uitgebracht, verkocht het slecht.
Na een lange pauze (acht jaar) bracht de band in 2004 het album High uit. Dit album lijkt qua geluid en stijl meer op Hats dan zijn voorganger, dit resulteerde dan ook in betere kritieken dan Peace at Last. 
in 2009 werd de band opgeheven. Zanger Paul Buchanan gaat inmiddels solo verder, en heeft in 2012 het album "In Mid Air" uitgebracht.

## Discografie

### Albums
- A Walk Across the Rooftops (Linn, 1984)
- Hats (Linn/Virgin, 1989)
- Peace at Last (Warner Bros., 1996)
- High (Sanctuary, 2004)
- "In Mid Air'' (NewsRoom Records - Paul Buchanan)

### Singles (selectie)
- Stay (1984)
- Tinseltown in the rain (1984)
- The downtown lights (1989)
- Headlights on the parade (1989)
- Saturday night (1989)
- Happiness (1996)
- I would never (2004)
- She saw the world (2005)

### NPO Radio 2 Top 2000
| Nummer met noteringen in de NPO Radio 2 Top 2000 | '02  | '03 | '04 | '05 | '06 | '07 | '08 | '09 | '10 | '11 | '12 | '13 | '14 | '15 | '16 | '17 | '18 | '19 | '20 | '21 | '22 | '23 | '24 |
| ------------------------------------------------ | ---- | --- | --- | --- | --- | --- | --- | --- | --- | --- | --- | --- | --- | --- | --- | --- | --- | --- | --- | --- | --- | --- | --- |
| Tinseltown in the rain                           | 1247 | 445 | 532 | 459 | 567 | 537 | 552 | 816 | 879 | 887 | 749 | 759 | 548 | 626 | 633 | 595 | 871 | 752 | 774 | 840 | 866 | 888 | 909 |

1. ↑  Een vetgedrukt getal geeft de hoogste notering aan.
2. ↑  2002 was het eerste jaar met een notering voor dit nummer.